# Soča (glasilo)
Soča je bilo slovensko glasilo, ki ga je leta 1871 pričelo izdajati istoimensko politično društvo v Gorici. Glasilo je izhajala do leta 1915.
Soča je ob ustanovitvi izhajala dvakrat na mesec, od leta 1872 tedensko, od 1898 dvakrat na teden, od 1907 pa trikrat tedensko. Izdajatelj in prvi urednik je bil Viktor Dolenc.
Delu katoliškega članstva se je Soča zdela preveč liberalno usmerjen tednik, zato so le ti že leto kasneje ustanovili svoj bolj katoliško usmerjen časopis Glas (1872–1875). Soča se je borila proti italijanski in nemški politiki, zato je oblast časopis večkrat zaplenila. Zavzemala se je tudi za slovenski jezik in pod rubriko "listek" objavljala literarna dela domačih in prevedenih tujih avtorjev. Zaradi nasprotij med staroslovenci in mladoslovenci je bilo 1873 ustanovljeno novo politično društvo Gorica in Glas je postal njegovo glasilo. Društvi Gorica in Soča sta se leta 1876 spravili, ustanovili novo enotno društvo goriških Slovencev Sloga, Soča pa je postala glasilo novoustanovljenega društva.
Glasilo Soča je dobilo med ljudmi veliko podporo, njeno politiko je oblikoval Anton Gregorčič, urednik pa je postal Andrej Gabršček. Po koncu slogaštva sta Gregorčič in Gabršček ustanovila Novo Sočo (1889–1892), Sočo pa je do 1891 prevzel Josip Tonkli. Ob koncu leta 1892 pa je Gabršček kot izdajatelj in odgovorni urednik ponovno prevzel Sočo, ki je potem leta 1900 postala glasilo Narodno napredne stranke za Goriško in izhajala do leta 1915.

## Uredniki
- Viktor Dolenc 1871–1874, 1876–1877
- Alojz Valentinčič 1874–1875
- Anton Fabiani 1877–1879, 1882–1883
- Jožef Zei 1879–1880
- Franc Podgornik 1880–1882
- Makso Koršič 1883–1891
- Andrej Gabršček 1892–1896
- Dragotin Štrucelj 1896–1897
- Vinko Levičnik 1897
- Fran Strel 1897–1898
- Ivan Kavčič 1898–1912
- Družba za izdajanje listov Soča
- Primorec

Viktor Dolenc je bil prvi urednik glasila Soča. Urejal ga je v obdobju 1871–1874 (do 16. številke 4. letnika) in od 1876–1877 (do 38. številke 7. letnika), njen lastnik pa je bil neprekinjeno od leta 1871–1877. Prvič se je javno izpostavil v Solkanu, kjer je podprl Matijo Doljaka pri ustanovitvi čitalnice. Kot član in odbornik političnega društva Soča je predstavil idejo društva o ustanovitvi tednika za vse primorske Slovence, a ker istrski in tržaški Slovenci niso pokazali zanimanja, je predlagal ustanovitev političnega časnika kot organa društva Soča, ki bi izhajal dvakrat na teden. Viktor Dolenc je v glasilu objavljal tudi številne politične in gospodarske članke.
Naslednji urednik glasila je bil Alojzij Valentinčič, ki je sodeloval od 17. številke 4. letnika (1874) do konca leta 1875, ko je uredništvo ponovno prevzel Viktor Dolenc. Zatem je bil urednik glasila Soča Anton Fabiani, in sicer od 39. številke 7. letnika (1877) do 29. številke 9. letnika (1879), ko je uredništvo prevzel Jožef Zei. Slednji je bil urednik glasila Soča od 30. številke 9. letnika (1879) do 48. številke 10. letnika (1880).
Leta 1880 je uredništvo prevzel Franc Podgornik, ki je pred tem živel je na Dunaju, kjer je bil tajnik Slovenskega literarnega društva. Glavni urednik omenjenega glasila je bil od 49. številke 10. letnika, pa vse tja do 44. številke 12. letnika (1882). V glasilu je pisal proti zidavi narodnega doma v Ljubljani, namesto tega pa je predlagal ustanovitev narodnega obrambnega društva, ki bi delovalo proti Nemškemu šolskemu društvu. Kot urednik Soče se je poslovil predvsem zato, ker lastniki omenjenega glasila niso odobravali njegovih nazorov.
V zadnjih številkah 12. letnika je za skoraj leto dni urednikovanje ponovno prevzel Anton Fabiani, kasneje pa je v delu sedem let vztrajal Makso Koršič, torej do leta 1891. Največje spremembe so se zgodile v času urednikovanja Ivana Kavčiča, ko se je frekventnost izdaje povečala za dvakrat oz. trikrat. Od leta 1912 uredništvo ni posebej izpostavljeno.